# Władysław Stańczykowski
Władysław Stańczykowski (ur. 9 marca 1912 w Łodzi, zm. 8 kwietnia 1994) – polski artysta plastyk, ilustrator książek.

## Życiorys
Podczas II wojny światowej wraz z żoną – Krystyną Stańczykowską (ur. 1922) – ukrywał w swoim mieszkaniu uciekinierów w warszawskiego getta – Idę i Jechiela Kołobielskich, którzy dzięki Stańczykowskim przeżyli wojnę. Po II wojnie światowej był projektantem ilustracji i okładek do książek. Był uczestnikiem I Ogólnopolskiej Wystawy Znaków Graficznych (1969).
Został pochowany w części ewangelicko-augsburskiej Starego Cmentarza w Łodzi (sektor 6_Z, Rząd 6, Nr grobu 2).

## Niektóre projekty okładek i ilustracji
- Bulowa E.(inne języki), „300000 km na sekundę z Dr. Wszędobylskim”, Łódź: „Czytelnik”, 1946[6];
- Kałużyński Z., „Kanikuła. Fantazja dramatyczna w 9 scenach”, Łódź: „Czytelnik”, 1946[7];
- Piotrowski S., „Sprawozdanie Juergena Stroopa: a zniszczeniu getta warszawskiego”, Książka, 1948[8];
- Porazińska J., „Wesoła gromada”, Warszawa: M. Arct, 1945[9];
- Sinclair U., „Król Węgiel. Powieść osnuta na tle wydarzeń w Zagłębiu Węglowym w Colorado”, Warszawa: Spółdzielnia Wydawnicza „Książka”, 1948[10];
- Stańczykowski, W., „Ex libris Wojewódzkiej Biblioteki Publicznej w Łodzi”, 1969[11];
- „Towaroznawstwo produktów spożywczych”, Warszawa: Polskie Wydawnictwa Gospodarcze, 1950[12].

## Odznaczenia
- Sprawiedliwy wśród Narodów Świata (16 marca 1992)[4],
- Krzyż Komandorski Orderu Odrodzenia Polski (2009; pośmiertnie)[13][14].